# Benoît Mandelbrot
Benoît Mandelbrot   (Varsòvia, 20 de novembre de 1924 - Cambridge, 14 d'octubre de 2010) va ser un matemàtic conegut com el «pare de la geometria fractal». Va néixer a Varsòvia (Polònia) en una família jueva d'origen lituà, però la seva família es va traslladar a França quan tenia 11 anys, on va estudiar i va ser deixeble de Gaston Julia. Els darrers anys de la seva vida vivia i treballava als Estats Units i tenia doble nacionalitat, francesa i americana. Era professor emèrit de la Universitat Yale, del Thomas J. Watson Research Center i del Pacific Northwest National Laboratory.

## Biografia

### Conjunt familiar
Els Mandelbrot, originaris de Lituània, vivien al barri jueu de Varsòvia. El pare, Calel Mandelbrot, va anar a una escola de negocis, però no va poder continuar els seus estudis universitaris després del naixement del seu germà petit, Szolem, del qual es fa càrrec després de la mort de la seva mare. Va obrir diversos tallers de roba i botigues de teixits, però va haver de tancar la botiga a causa de la Gran Guerra i la Gran Depressió. No se sap si podria haver esdevingut un prodigi matemàtic com el seu germà petit Szolem, però segons l'opinió de Benoît, era excepcionalment bo en números. Era un apassionat de les màquines i venerava un famós matemàtic i enginyer alemany de l'època, Charles Proteus Steinmetz.
La família materna de Benoît comparteix la mateixa concepció intel·lectual de la vida que la seva família paterna i tots dos la inculquen als seus fills. La mare de Benoît va acabar el batxillerat i aconsegueix derrotar el sistema de quotes imposat als jueus per la Facultat de Medicina de la Universitat Imperial de Varsòvia, fins i tot sortint a la seva promoció. Ella tria l'odontologia com a especialitat, a causa de l'absència de guàrdies nocturns. Parlava perfectament l'ídix, el polonès, l'alemany, el rus, i el francès.

### Infància i estudis
El pare de Benoît Mandelbrot va conèixer Bertha, que es convertiria en la seva dona, durant la seva infància, perquè el seu germà gran era un dels seus companys de classe. Benoît va néixer a Varsòvia el 20 de novembre de 1924. Els seus pares ja havien presenciat la mort del seu primer fill per meningitis. Aquesta pèrdua prematura marca la infantesa de Benoît i del seu germà Léon, nascuts quinze mesos després d'ell.
És el marit d'una de les germanes del seu pare, l'oncle Loterman, qui s'encarrega de la seva educació a casa. L'oncle Loterman, un home molt culte i intel·ligent, no té experiència docent, cosa que el porta a utilitzar una pedagogia pròpia que en molts aspectes s'assembla a 
| « | aprendre a través del descobriment. | » |

Va obligar el seu nebot a llegir moltes vegades, tot marcat per importants discussions sobre notícies polítiques, socials i econòmiques. Les converses sobre història antiga, l'estudi de cartes i els jocs d'escacs llargs i freqüents alliberen la ment de Benoît de la mínima rigidesa convencional, lluny dels resultats que podria haver produït una educació basada en conferències i memorització. Una altra gran referència emocional i acadèmica de la vida de Mandelbrot és el seu oncle patern Szolem (que escriu el seu cognom Mandelbrojt), un brillant matemàtic que tindrà una influència determinant en el seu nebot.
A Varsòvia, cap al 1930, la situació econòmica de la família Mandelbrot es va deteriorar i van haver d'aturar l'educació domèstica de Benoît, que per tant tornà a l'escola primària el tercer curs. El 1931, el pare Mandelbrot, empès pel seu germà Szolem, va decidir establir-se a França, on va començar de nou a vendre roba. Acabada l'educació primària de Benoît, es planteja la seva entrada a la universitat, però el sistema de quotes vigent i la situació política —cosa que comporta un deteriorament dramàtic de la situació dels jueus a Polònia— fa que no sigui una tasca fàcil. El pare Mandelbrot s'estableix a França per preparar l'arribada de la seva família: Bertha va emigrar amb els seus dos fills el 1936. Aquesta difícil decisió, sens dubte, salva la vida de Benoît i la seva família.
A la seva arribada a París, el francès, après amb l'oncle Loterman i el seu do de llengües li va permetre entrar a l'últim curs de primària i obtenir el certificat d'escola primària, que li va obrir les portes de l'institut Rollin, on es beneficia d'una excel·lent docència impartida per professors molt competents que no havien trobat cap lloc a la universitat. Però l'ombra de la guerra segueix els Mandelbrot.
La invasió alemanya obliga la família a refugiar-se llavors a Briva, on Benoît és ajudat, per continuar els estudis, pel rabí David Feuerwerker.
Una vegada més, Szolem —que es troba a Tulle en la zona lliure i acaba d'obtenir la seva primera plaça de professor, aconsegueix traslladar la família del seu germà a Tulle, on és considerada una refugiada parisenca. Benoît està inscrit a l'institut Edmond-Perrier, on obté el batxillerat amb la nota més alta de la història de l'escola. Les portes de l'educació superior li estan obertes, però no vol cridar l'atenció sobre ell mateix. L'11 de novembre de 1942, els alemanys van envair la zona lliure i els canvis al govern de Vichy van privar els Mandelbrot d'un important protector, Henri Queuille.
A la tardor de 1943, quan Léon també va passar el batxillerat, la família va decidir dividir-se en dues per millorar-ne les possibilitats. Sota una identitat falsa, Benoît i Léon es converteixen en aprenents d'una fàbrica d'eines. Gràcies als contactes familiars, el gener de 1944, es poden inscriure en classes preparatòries al Lycée du Parc de Lió, com a interns, per preparar-se per a les proves d'accés a les grans escoles. Després del desembarcament de Normandia, el Lycée du Parc tanca les portes el juny de 1944. Benoît i Léon es refugien al camp, amb camperols, per fugir de les purgues.
Benoît es troba així en una cort amb un criador de cavalls a prop de Pommiers i aviat és acollit sota el sostre del propietari. Després de l'alliberament de París a l'agost, la família es torna a reunir i torna a la capital. Tot plegat permet a Benoît presentar-se a les oposicions de l'École normale supérieure i la Polytechnique per a les quals s'havia preparat a Lió. Obté les millors notes en ambdues oposicions: després d'un dia passat a l'École normale supérieure, va triar la Polytechnique.
Del 1945 al 1947, Mandelbrot va cursar a la Polytechnique, on va tenir dos professors de matemàtica pura, Gaston Julia i Paul Lévy, que tindrien una gran influència en la resta de la seva carrera.
Quan va acabar els seus estudis a la Politècnica el 1947, tot el va impulsar a fugir de les matemàtiques pures i de la física teòrica per introduir l'ordre en disciplines mancades de rigor i eines matemàtiques. Per tant, està interessat en la teoria de la informació, les idees de Claude Shannon aleshores en ple auge.

### Adquisició d'habilitats
El seu professor de matemàtica aplicada suggereix que faci la seva tesi amb una de les llumeneres de la mecànica de fluids, l'enginyer i físic Theodore von Kármán, que imparteix classes a l'Institut Tecnològic de Califòrnia (Caltech), a Pasadena. Després va deixar França cap a Califòrnia, però Caltech va resultar no ser el lloc adequat per a la seva tesi: en absència de Karman, els professors substituts no tenen la formació necessària. No obstant això, l'ensenyament proporcionat a Caltech és d'alta qualitat i Mandelbrot pot familiaritzar-se amb àrees en què un enfocament matemàtic pot ser útil. Després de dos anys passats a Caltech, Mandelbrot va acabar tornant a París el 1949, sense haver triat un tema de tesi.

Molest per l'endarreriment del seu nebot, l'oncle Szolem li va presentar un relat d'una obra i li va dir: 
| « | Hauries de llegir això. És exactament el tipus de la bestiesa que només t'interessa a tu. | » |

 És una obra titulada Comportament humà i el principi del mínim esforç del lingüista i filòleg nord-americà George Kingsley Zipf. Mandelbrot va llegir l'article i el va convertir amb entusiasme en el tema de la seva tesi. Intrigat per la llei de Zipf, empírica i discutida, ho planteja en termes de minimitzar els costos d'emmagatzematge i ús de paraules per part de la ment. En eliminar la variable de cost entre les dues equacions, es revela una llei que, aquesta vegada, no té res d'empíric: és la llei de Mandelbrot, de la qual la de Zipf és només un cas particular, i que respon millor que ella a les observacions, explicant, en particular, el "colze": sempre s'observa en distribucions i no s'explica per la llei de Zipf. La defensa de la seva tesi té lloc el 19 de desembre de 1952, el títol és: 
| « | Contribució a la teoria matemàtica dels jocs de comunicació | » |

 Aquesta obra li va valer la notorietat immediata, sobretot gràcies a una obra de Léon Brillouin: Ciència i teoria de la informació, que també tindrà un èxit molt més gran en la seva traducció a l'anglès: Science and Information Theory.
Com que no va obtenir un lloc acadèmic a França al final del doctorat, Mandelbrot va acceptar un lloc de professor visitant al Massachusetts Institute of Technology (MIT) de Cambridge (Estats Units). Allà coneix Norbert Wiener, l'inventor de la cibernètica —a qui havia conegut el 1947 amb el seu oncle Szolem—, cosa que l'interessa en l'estudi del moviment brownià. Després d'un any d'èxit al MIT, va ser John von Neumann qui el va convidar a unir-se a ell com a investigador postdoctoral a l'Institut d'Estudis Avançats (IAS) de Princeton. Mandelbrot s'hi va familiaritzar amb la teoria dels jocs, creada per von Neumann, que va servir de base matemàtica per a l'economia, un camp pel qual Benoît estava cada vegada més interessat. Allà també va conèixer el matemàtic nord-americà Henry McKean que el va introduir en la dimensió Hausdorff-Besicovitch.
El 1955, després d'haver pogut beneficiar-se d'una beca de la Fundació Rockefeller, va aconseguir obtenir un lloc de recerca al CNRS i va tornar a França, on es va casar amb Aliette Kagan el novembre de 1955. S'instal·len a Ginebra, on aviat neix el seu primer fill, Laurent. Des del punt de vista científic, els dos anys que va passar al CNRS no van ser molt fructífers. A un nivell més personal, en canvi, està en contacte amb el seu antic professor de Politècnica, Paul Lévy, així com amb el gran matemàtic Andrei Kolmogórov, autor de la formulació de la teoria de les probabilitats. El 1957 va obtenir un lloc de professor de matemàtiques a la Universitat de Lilla. Per tant, els Mandelbrot van tornar a establir-se a París, on Benoît també podia ensenyar a la Politècnica.
Troba que l'ensenyament li requereix massa temps, cosa que li impedeix seguir lliurement la seva recerca en els diversos camps que l'interessen. Quan la IBM el va convidar el 1958 —com a expert en lingüística— per passar l'estiu als seus laboratoris d'investigació, torna de nou als Estats Units d'Amèrica. L'època daurada de la companyia tot just acaba de començar, i el que va començar com una col·laboració puntual es va convertir en una posició que ocuparia Mandelbrot fins a la seva jubilació. La IBM acaba de llançar-se a un projecte de traducció automàtica i els seus primers passos a casa el van portar a treballar en una transmissió òptima en entorns sorollosos i en la modelització de variacions en el preu de les matèries primeres. La curiositat heterodoxa de Mandelbrot no es pot desenvolupar millor que com a becari —tipus d'electró lliure— a la IBM. Pot dur a terme la seva investigació com cregui convenient, sense haver de caure en les limitacions d'un projecte concret. Millor encara, també pot gaudir de llargs períodes de disponibilitat, cosa que li permet liderar múltiples col·laboracions en moltes altres institucions.
El 1962 fou convidat per la Universitat Harvard com a professor d'economia. L'any següent va ser nomenat professor de matemàtiques aplicades, que corresponia perfectament al seu perfil. Una constant de la seva vida i de la seva obra és donar valor i aplicacions pràctiques a obres antigues, que sovint ensopega per casualitat i que la comunitat científica ha descuidat. Continua el seu treball sobre objectes estranys fins aleshores força oblidats pels matemàtics: objectes amb complexitat definida recursivament, com la corba de von Koch, per a la qual té una sensació d'utilitat. El matemàtic Felix Hausdorff, a més, ha preparat el terreny definint per a aquests objectes una dimensió no completa, la dimensió de Hausdorff. Pel que fa al matemàtic Gaston Julia, va definir objectes que tenen una semblança familiar amb el conjunt.

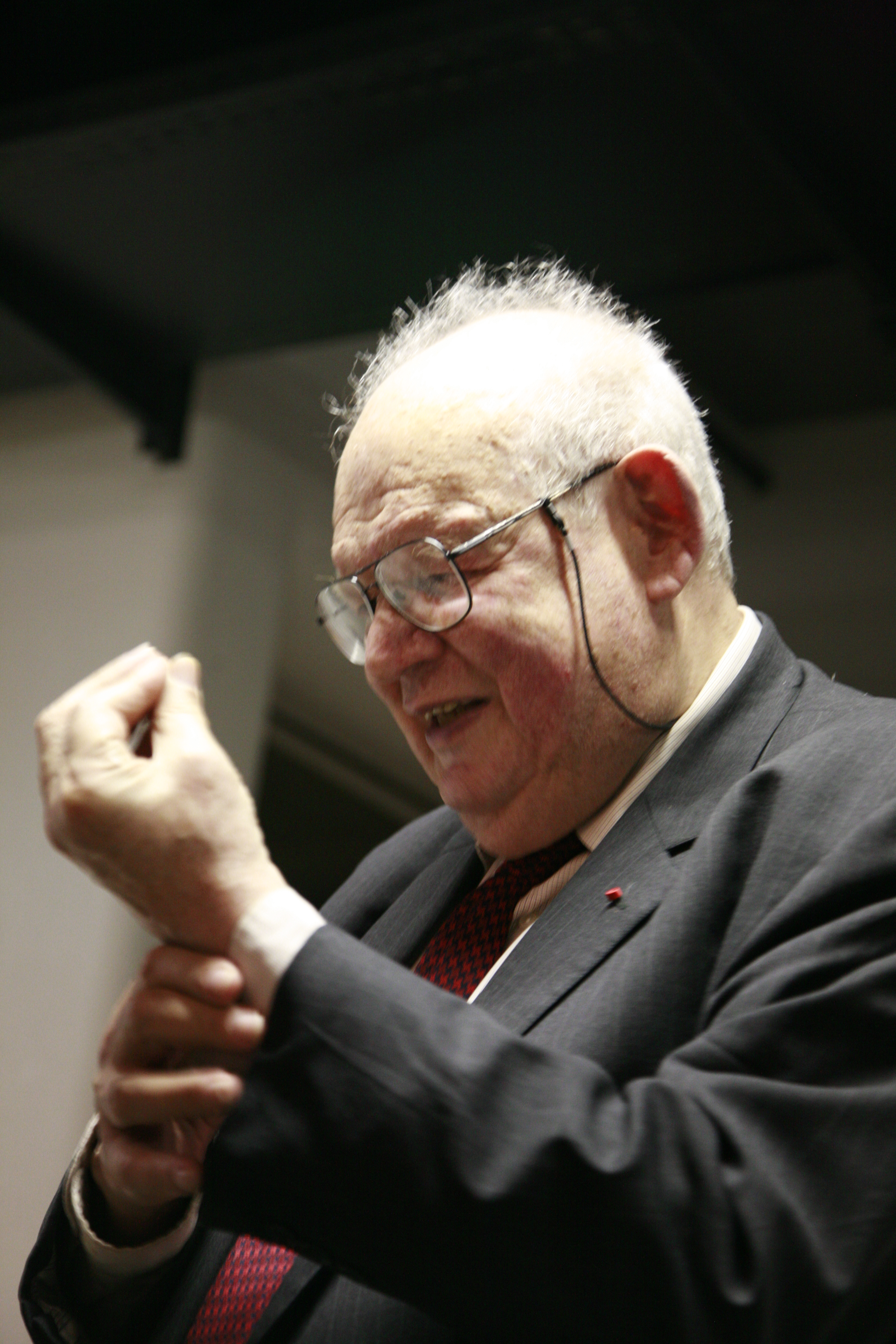
Fotografia de Benoît Mandelbrot realitzada l'any 2006

## Mandelbrot i les fractals
L'any 1975 Mandelbrot va crear el terme fractal per descriure alguns objectes ja referenciats per altres matemàtics com el conjunt de Cantor, el floc de neu de Koch o el triangle de Sierpinski. L'any 1977 va publicar el llibre Els objectes fractals: forma, atzar i dimensió (Fractals: Form, chance and dimension). En aquest llibre, Mandelbrot destaca com aquests objectes, abans considerats com a curiositats estranyes, són una eina per a la interpretació de molts aspectes del món real i en va enumerar les seves propietats comunes: l'autosemblança (lineal, no lineal, o estadística) la invariància d'escala i la dimensió de Hausdorff no sencera.
L'any 1982 Mandelbrot va ampliar aquestes idees en un nou llibre, La geometria fractal de la natura (The Fractal Geometry of Nature). En ell mostra com les fractals són un model per a les formes de les muntanyes, les línies de les costes i dels rius; per a l'estructura de plantes, el sistema arterial, les formes de les galàxies o el moviment brownià. També són un model útil per a descriure fenòmens com la variació dels preus a les borses. La seva manera informal i apassionada d'escriure i l'èmfasi en la intuïció geomètrica gràcies a la inclusió de nombroses imatges ha contribuït a la popularització i l'interès per les fractals.

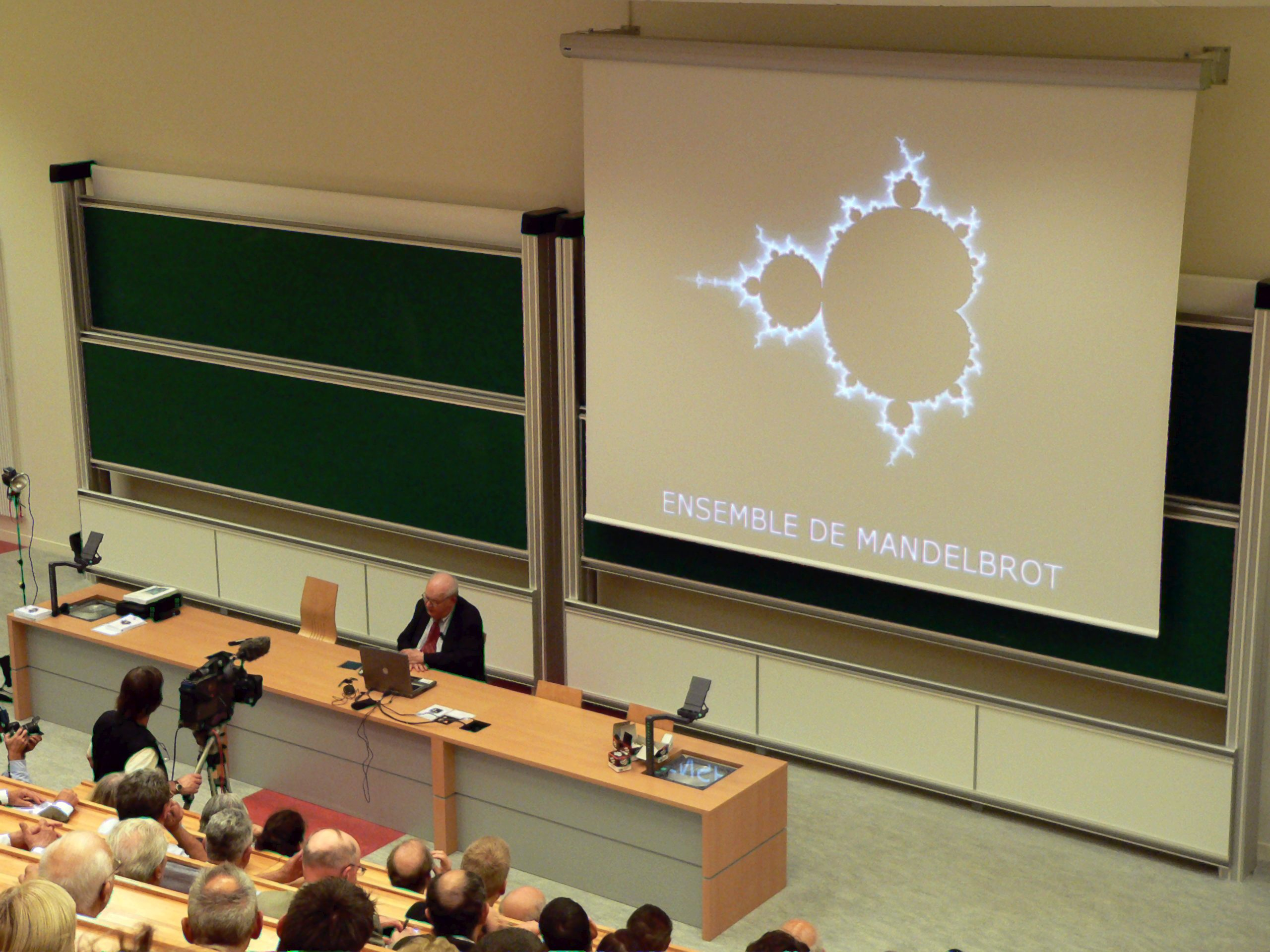
Conferència de Benoît Mandelbrot amb una imatge del conjunt que duu el seu nom

L'any 1982, els matemàtics Adrien Douady i John H. Hubbard varen anomenar en honor seu com a conjunt de Mandelbrot un subconjunt dels nombres complexos que ha esdevingut un dels temes importants de la dinàmica complexa. L'any 1984, fou el ponent estrella de la primera TED Conference.